# Liste des édifices labellisés « Patrimoine du XXe siècle » de Lot-et-Garonne
Cet article recense les monuments historiques protégés au titre du Patrimoine du XXe siècle du département de Lot-et-Garonne, en France,.

## Statistiques
Au 31 décembre 2014, le Lot-et-Garonne compte 5 immeubles protégés du patrimoine du XXe siècle.

## Liste
| Monument                                      | Commune                            | Adresse                 | Coordonnées                      | Notice         | Protection | Date | Illustration                                  |
| --------------------------------------------- | ---------------------------------- | ----------------------- | -------------------------------- | -------------- | ---------- | ---- | --------------------------------------------- |
| Centre des archives départementales d'Agen    | Agen                               | place de Verdun         | 44° 11′ 39″ nord, 0° 36′ 28″ est | « EA47000001 » |            | 2007 | Centre des archives départementales d'Agen    |
| Pont de Castelmoron-sur-Lot                   | Castelmoron-sur-Lot Temple-sur-Lot | Rue du 11 novembre 1918 | 44° 23′ 44″ nord, 0° 29′ 39″ est | « EA47000002 » |            | 2007 | Pont de Castelmoron-sur-Lot                   |
| Stade Henri-Cavallier                         | Fumel                              | rue Henri-Cavallier     | 44° 30′ 10″ nord, 0° 57′ 59″ est | « EA47000003 » |            | 2007 | Stade Henri-Cavallier                         |
| Église Sainte-Catherine de Villeneuve-sur-Lot | Villeneuve-sur-Lot                 | rue de Penne            | 44° 24′ 24″ nord, 0° 42′ 24″ est | « EA47000005 » |            | 2007 | Église Sainte-Catherine de Villeneuve-sur-Lot |
| Pont de la Libération de Villeneuve-sur-Lot   | Villeneuve-sur-Lot                 | D911                    | 44° 24′ 18″ nord, 0° 42′ 21″ est | « EA47000004 » |            | 2007 | Pont de la Libération de Villeneuve-sur-Lot   |